# Bernardo de Assis
Bernardo de Assis (Rio de Janeiro, 13 de fevereiro de 1995) é um ator e diretor teatral brasileiro. 

## Carreira
Começa a atuar profissionalmente na adolescência, ao ingressar na Casa de Dramaturgia Carioca e na Casa das Artes de Laranjeiras. Conclui a graduação no Instituto CAL de Arte e Cultura e ingressa na Universidade Federal do Estado do Rio de Janeiro.[carece de fontes?]
No teatro, atua em diversas produções, a exemplo Escuroclaro, Sinfonia Sonho e BIRD. Nesta última, é protagonista do espetáculo que discute questões de gênero e estrutura familiar utilizando uma narrativa de fábula.[carece de fontes?]
Sua estreia da televisão acontece na novela Salve-se Quem Puder, com o personagem Catatau. Protagoniza a série Transviar, da Eparrêi Filmes, lançada em 2020. No mesmo ano, participa também do seriado Todxs Nós, dirigido por Vera Egito e Daniel Ribeiro e distribuído pela HBO.[carece de fontes?] Integra também o elenco da série Noturnos, do Canal Brasil, com previsão de lançamento para o segundo semestre de 2020.[carece de fontes?]

## Vida pessoal
Bernardo de Assis começa a estudar teatro aos 12 anos, na Casa de Dramaturgia Carioca. Depois disso, é aluno da Casa das Artes de Laranjeiras e gradua-se em Interpretação Teatral pelo Instituto CAL de Arte e Cultura. Ingressa também no curso de Direção Teatral pela Universidade Federal do Estado do Rio de Janeiro.[carece de fontes?]
É durante o processo criativo do espetáculo BIRD que o ator se identifica como homem trans. Torna-se militante da causa LGBT e passa a integrar a Liga Transmasculina Carioca João W. Nery e o Grupo de Trabalho de Identidades Trans da Parada SP .[carece de fontes?]

## Filmografia

### Televisão
| Ano       | Título              | Personagem | Nota                 |
| --------- | ------------------- | ---------- | -------------------- |
| 2020-2021 | Salve-se Quem Puder | Catatau    |                      |
| 2020      | Transviar           | Pedro      |                      |
| 2020      | Todxs Nós           | Paulo      |                      |
| 2020*     | Noturnos            | Jorge      | *Previsão de estreia |

### Cinema
| Ano   | Filme               | Personagem | Nota                 |
| ----- | ------------------- | ---------- | -------------------- |
| 2020* | Nós Somos o Amanhã  | Vítor      | *Previsão de estreia |
| 2020* | BIRD (Documentário) | Ele mesmo  | *Previsão de estreia |

## Teatro
| Ano  | Título         | Personagem       | Nota                             |
| ---- | -------------- | ---------------- | -------------------------------- |
| 2014 | Escuroclaro    | Ana              |                                  |
| 2015 | Sinfonia Sonho | Wellerson Amaral |                                  |
| 2016 | BIRD           | Maria Elisa      |                                  |
| 2016 | Uma Vida Boa   | B.               | Stand in da atriz Amanda Mirásci |